# Выгодная партия
Выгодная партия (фр. Le Beau mariage) — фильм режиссёра Эрика Ромера, вышедший на экраны 19 мая 1982.

## Сюжет
Второй фильм из цикла «Комедии и пословицы». Эпиграфом служит цитата из басни Лафонтена «Молочница и горшок молока»: «Чей дух несбыточным не грезил? / Воздушных замков кто не возводил?» (Quel esprit ne bat la campagne? / Qui ne fait châteaux en Espagne?)
Студентка Сабина изучает в Париже историю искусства, а живёт в Ле-Мане, где работает в антикварной лавке в старом городе. В столице у неё есть любовник, известный художник Симон, человек семейный. Однажды во время секса звонит телефон, и Симон вынужден прерваться, чтобы поговорить с женой и сынишкой. Сабина, которую не вполне устраивает положение любовницы женатого мужчины, решает, что с неё хватит, и немедленно порывает с Симоном, заявив, что намерена изменить свою жизнь и выйти за кого-нибудь замуж.
В разговоре с подругой Клариссой она утверждает, что главное — решиться на замужество в принципе, а подходящий мужчина найдется. Разумная Кларисса замечает, что никто не женится и не выходит замуж ради самой идеи брака, но импульсивная и упрямая Сабина гордо отвечает на это, что она — не такая, как все.
Кларисса не против сделать подругу членом своей семьи, поэтому знакомит её с двоюродным братом, преуспевающим адвокатом Эдмоном, холостым мужчиной средних лет. Поскольку тот не делает попыток к сближению, Сабина, считающая этого мужчину хорошей партией, сама проявляет инициативу. При этом, помня малоудачные отношения с прежними партнерами, она не хочет добиваться своей цели через постель, а надеется склонить Эдмона к браку, не вступая с ним в связь. Подобная тактика, вполне соответствующая буржуазным нравам XIX века, вызывает недоумение не только у подруги, но даже у матери героини.
Все попытки к сближению с Эдмоном оказываются напрасными. Под предлогом чрезвычайной загруженности делами он отказывается встречаться с девушкой, и та вынуждена, преодолев свою гордость, отправиться к нему в контору. Для неё это заканчивается полным фиаско, поскольку опытный и честолюбивый адвокат после нескольких встреч вполне уяснил для себя её матримониальные планы. Вежливо, но твердо, извинившись за проявляемую жестокость, Эдмон объясняет Сабине, что она не подходит ему ни в качестве жены, ни в качестве любовницы, и ему очень жаль, если какие-либо его действия могли создать у неё ложное впечатление на этот счет.
От упоминания о браке девушка, раздосадованная крахом своих надежд, и уязвленная тем, что мужчина прочитал её замыслы, как открытую книгу, взрывается гневом и со скандалом покидает контору. Выплеснув остатки недовольства на Клариссу, Сабина едет в Париж, и в поезде встречается взглядом с интеллигентного вида незнакомцем, который и до этого бывал её попутчиком, но не проявлял интереса к девушке. На этот раз молодой человек улыбается соседке.

## В ролях
- Беатрис Роман — Сабина
- Андре Дюссолье — Эдмон
- Ариэль Домбаль — Кларисса
- Феодор Аткин — Симон
- Югетт Фаге — Мариза, антиквар
- Тамила Мезба — мать Сабины
- Софи Ренуар — Лиза, сестра Сабины
- Херв Дюамель — Фредерик
- Паскаль Греггори — Никола, брат Клариссы
- Виржини Тевене — новобрачная, супруга Никола
- Денис Байли — графиня
- Венсан Готье — Клод, первый любовник Сабины
- Энн Мерсье — секретарша Эдмона
- Катрин Рети — клиентка
- Патрик Ламберт — пассажир

## Критика
Ленту характеризуют, как одну из наиболее сюжетно выверенных, а постановку, как очень изящную и отличающуюся редкостной чистотой реализации. Вместе с тем, это один из наиболее жестоких фильмов Ромера, где моральная сказка сталкивается с социальной преградой.
Критики отмечают амбивалентность характера главной героини, движимой одновременно идеализмом и корыстным расчетом. Разница в социальном положении между семьями её и Клариссы подчеркивается в каждой сцене фильма. Для Сабины брак с Эдмоном представляется возможностью подняться наверх, тогда как для адвоката, прямо признающегося, что карьерный успех для него является единственной настоящей целью, девушка не представляет никакого интереса.
Винсент Кенби, также отметивший превосходную композицию фильма, добавляет:

Г-н Ромер — один из немногих режиссёров, способных создавать убедительные интеллектуальные характеры, людей, чьи мысли и образ действий самостоятельны, а не просто определяются музыкой, которую они слушают, или книгами, которые, по их словам, они прочитали. В отличие от «Ночи у Мод» и «Колена Клер», здесь мало используется неймдроппинг. Сабина, конечно, не интеллектуал, но у нее примечательное самосознание, и расчетливое, но не без иллюзий, отношение к своей жизни.— 
Как весьма комичный, критик The New York Times охарактеризовал эпизод с посещением Сабиной дома своего первого любовника Клода:

Несколько мгновений кажется, что они могли бы заняться любовью, как в старые времена, но вместо этого начинается спор, когда Сабина с воинственным видом провозглашает своё желание выйти замуж и стать домохозяйкой. Новость изумляет Клода. А как же ее карьера? Она что, хочет стать рабыней, и во всем зависеть от мужа? Что станет с ее потребностью в самореализации? У Сабины есть ответ на каждый из его вопросов, и, кроме того, ей удается заставить их звучать убедительно.— 
Киновед Жак Лурсель, не прошедший в своей разгромной критике творчества Ромера мимо этого фильма, полагает, что Андре Дюссолье — один из тех актеров, которым нравится литературщина ромеровских диалогов и их риторическая логорея, поскольку они видят в этом возможность проявления своего мастерства.
По мнению других исследователей, в картине ромеровский объективизм доведен до совершенства, манера повествования препятствует отождествлению зрителя с героиней: «ничто в других персонажах, в декоре, во „взгляде“ автора не ставит под сомнение и не удостоверяет истинность того, что герои говорят сами о себе», а «финал ничего не разрешает, весь фильм — иллюзия движения, созданная иллюзией желания».

## Награды и номинации
В 1982 году фильм получил Гран-при французского кино и участвовал в Венецианском кинофестивале, где Беатрис Роман была награждена Золотым Фениксом за лучшую женскую роль. Также фильм получил первую или вторую премию нью-йоркского кружка кинокритиков. В 1983 году картина номинировалась на премию «Сезар» в категории «лучший сценарий» (Эрик Ромер).

## Американский ремейк
В 2012 году американская компания Rilean Pictures «после жестких переговоров» (après d'âpres négociations) купила право на съемки ремейка картины. «Выгодная партия» должна стать второй американской переделкой Ромера, после фильма Криса Рока «Кажется, я люблю свою жену» (не очень хорошего ремейка, по мнению французов). В 2015 году стало известно, что режиссёром будет Дори Осковиц, а в главных ролях снимутся Джена Мэлоун и Алекс Карповски.